# Rafael Madero
Rafael M. Madero (Buenos Aires, 16 de julio de 1958) es un ex–jugador argentino de rugby que se desempeñaba como centro.

## Selección nacional
Fue convocado a los Pumas por primera vez en octubre de 1978 para enfrentar a los England Saxons, integró el mítico equipo de Sudamérica XV que venció a los Springboks y jugó su último partido en agosto de 1990 ante Inglaterra. En total jugó 39 partidos y marcó 38 puntos.

### Participaciones en Copas del Mundo
Héctor Silva lo llevó al mundial de Nueva Zelanda 1987, donde fue suplente de los jóvenes Diego Cuesta Silva y Fabián Turnes. Madero jugó frente a los All Blacks y ante la Azzurri.
| Mundial                       | Sede          | Resultado      | PJ | Tries |
| ----------------------------- | ------------- | -------------- | -- | ----- |
| Copa Mundial de Rugby de 1987 | Nueva Zelanda | Fase de grupos | 2  | 0     |

## Palmarés
- Campeón del Torneo de la URBA de 1977, 1978, 1979, 1980, 1983, 1984, 1987 y 1988.